# ЛВС-2005
ЛВС-2005 (71-152) — пассажирский односторонний шестиосный сочленённый трамвайный вагон с переменным уровнем пола. ЛВС-2005 разработан на Петербургском трамвайно-механическом заводе в 2005 году. Строительство прототипа завершено в июне 2006 года, а к концу того же года завершены испытания и сертификация нового трамвая.

## Технические подробности
ЛВС-2005 — сочленённый шестиосный трамвайный вагон колеи 1524 мм с переменным уровнем пола. Доля низкого пола составляет более 60%.
Кузов состоит из двух секций, связанных через узел сочленения, разработанный немецкой фирмой Hübner GmbH и имеющий три  степени свободы. Наружная обшивка бортов вагона, передняя и задняя панель выполнены из стеклопластика для снижения веса.
Уровень пола в передней части вагона высокий. После первой тележки двумя ступеньками уровень пол понижается до минимума — 350 мм от головки рельса. Далее, плавно повышаясь ко второй тележке (низкопрофильной) и опускаясь после сочленения, он остаётся низким. И перед третьей тележкой такими же двумя ступенями уровень пола возвращается к высокому. Накопительные площадки в пониженной части салона оборудованы выдвигающимися аппарелями и специально оборудованными местами.
Двери планетарного типа, размещены в начале первой секции (одностворчатая, высокопольная), после первой тележки (двустворчатая, низкопольная), перед третьей тележкой (двустворчатая, низкопольная) и в конце второй секции (одностворчатая, высокопольная).
Тяговые электродвигатели — асинхронные, по два в первой и третьей тележках, система управления — транзисторная. Вторая тележка безмоторная. Основное торможение электродинамическое с возможностью рекуперации, тяговым двигателем. Для дотормаживания используется дисковые механические тормоза с электроприводом. Присутствуют магниторельсовые тормоза. Предусмотрено кратковременное движение вагона без контактной сети.

## ЛВС-2005 в Санкт-Петербурге
В феврале 2007 года вагон ЛВС-2005 с заводским № 001 был передан в трамвайный парк № 8 для опытной эксплуатации, где ему присвоили № 8334. Из-за низкого качества контактной сети установленный на вагоне полупантограф Lekov пришлось заменить на менее требовательный к качестве контактной сети пантограф. 19 июня 2007 года вагон начал регулярную работу с пассажирами по укороченному 36-му маршруту: Завод «Северная Верфь» — Стрельна. 3 октября 2007 года вагон был передан в трамвайный парк № 5, где ему присвоили № 5306, хотя на борту оставили № 8334. С 9 октября 2007 года вагон стал работать на маршруте № 19. 16 ноября 2007 года вагон был передан в трамвайный парк № 1, где ему присвоили № 1205. С 17 ноября 2007 года вагон работает на маршруте № 25.
В декабре 2007 года и январе 2008 года вагоны ЛВС-2005 с заводскими №№ 002, 003, 004, 005 были переданы в трамвайный парк № 1, где им присвоили №№ 1206, 1207, 1208, 1209 соответственно. Таким образом ПТМЗ выполнил обязательства по государственному контракту № 03/07 от 20 апреля 2007 года на поставку низкопольных шестиосных вагонов модели 71-152 повышенной вместимости за 2007 год.
4 февраля 2008 года парковые номера вагонов ЛВС-2005 1205—1209 были заменены на 1101—1105 соответственно.
12 августа 2008 года в трамвайный парк № 1 прибыли 2 вагона №№1106, 1107 с доработанными салоном и кабиной водителя. Позже поступило ещё 17 таких вагонов в ТП-1 (№№1108-1125)
В мае 2021 года вагон ЛВС-2005 №1101 прошёл капитальный ремонт, а в июне того же года вышел на линию.

## ЛВС-2005 в Барнауле

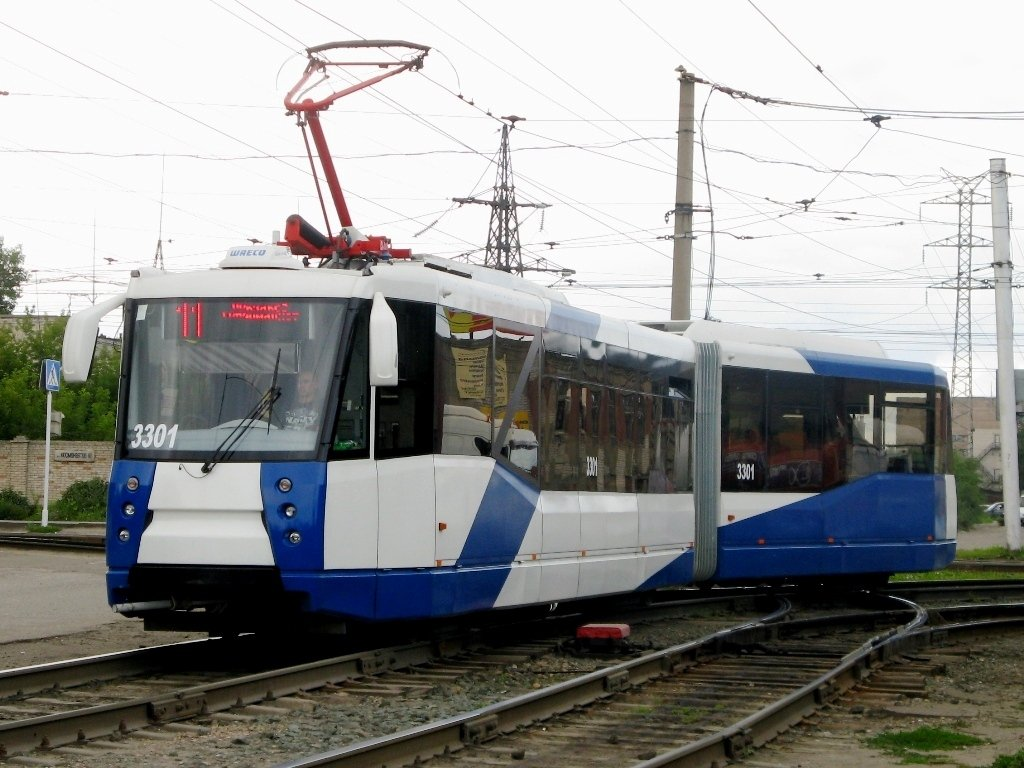
ЛВС-2005 в Барнауле

7 ноября 2009 года вагон с заводским № 026 прибыл в трамвайное депо № 1. Ныне запущен в эксплуатацию. Вагон является уникальным, т.к. на нём установлена модернизированная опорная тележка 60ТОО.
29 декабря 2009 года трамвай ЛВС-2005 пущен по одному из напряженных маршрутов г. Барнаула - №1. Присвоен бортовой номер 3301 (приписан к депо №3).
Зимой 2025 года вагон ЛВС-2005 №3301 прошёл капитальный ремонт, а в апреле того же года вышел на линию.

## Перспективы
ЛВС-2005 — первый в России вагон с долей низкого пола более двух третей. Впоследствии на его базе были построены четырёхосный трамвай ЛМ-2008, и восьмиосный вагон ЛВС-2009, одно- и двусторонней модификаций.

## Эксплуатирующие города

### Россия
| Город           | Тип    | Начало эксплуатации | Количество единиц | В эксплуатации                    | Бортовые номера |
| --------------- | ------ | ------------------- | ----------------- | --------------------------------- | --------------- |
| Санкт-Петербург | 71-152 | 2007 год            | 25                | 21                                | 1101 - 1125     |
| Барнаул         | 71-152 | 2009 год            | 1                 | 1 (2010-2019, 14.04.2025 по н.в.) | 3301            |

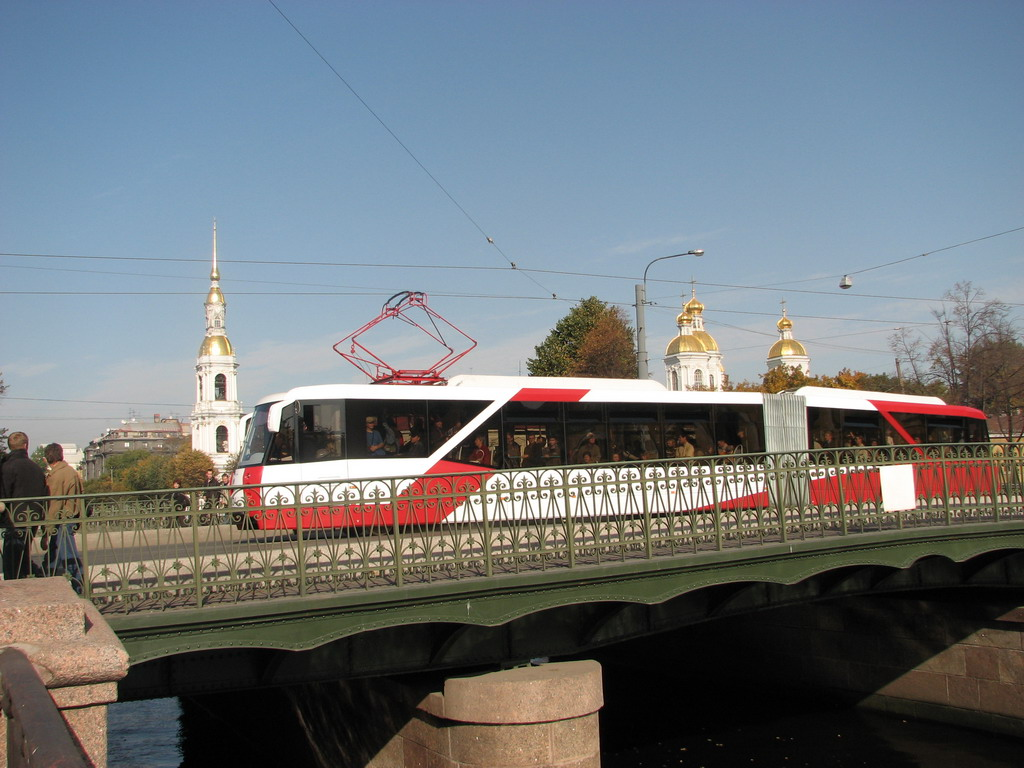
Вид сбоку спереди
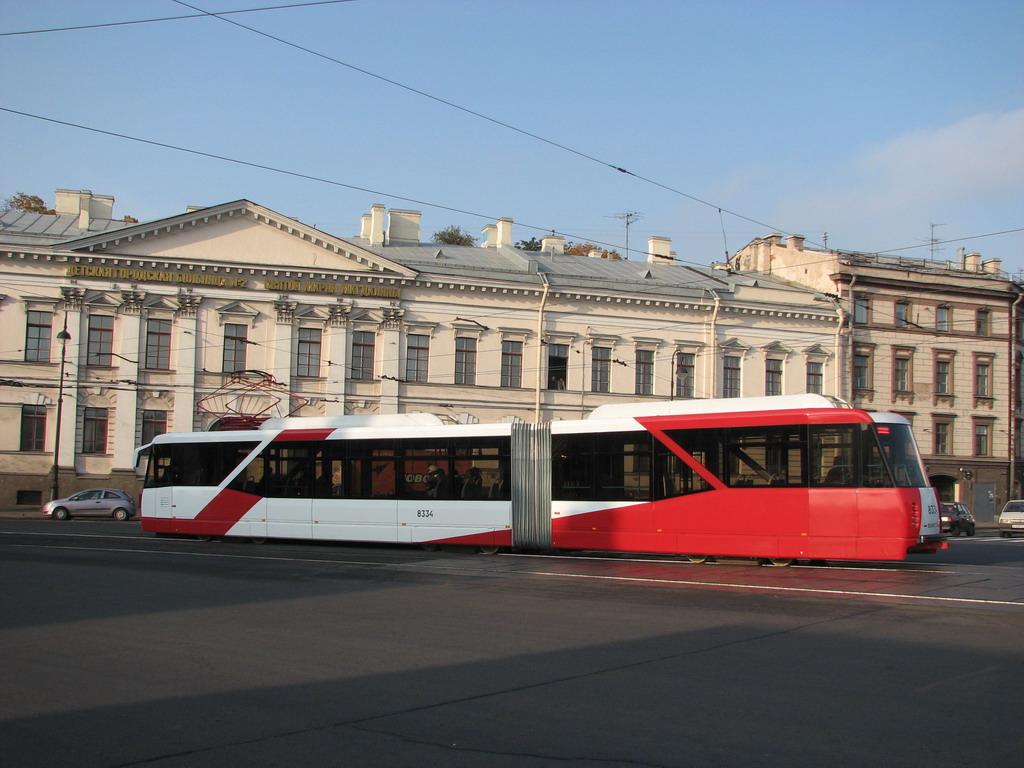
Вид сбоку сзади
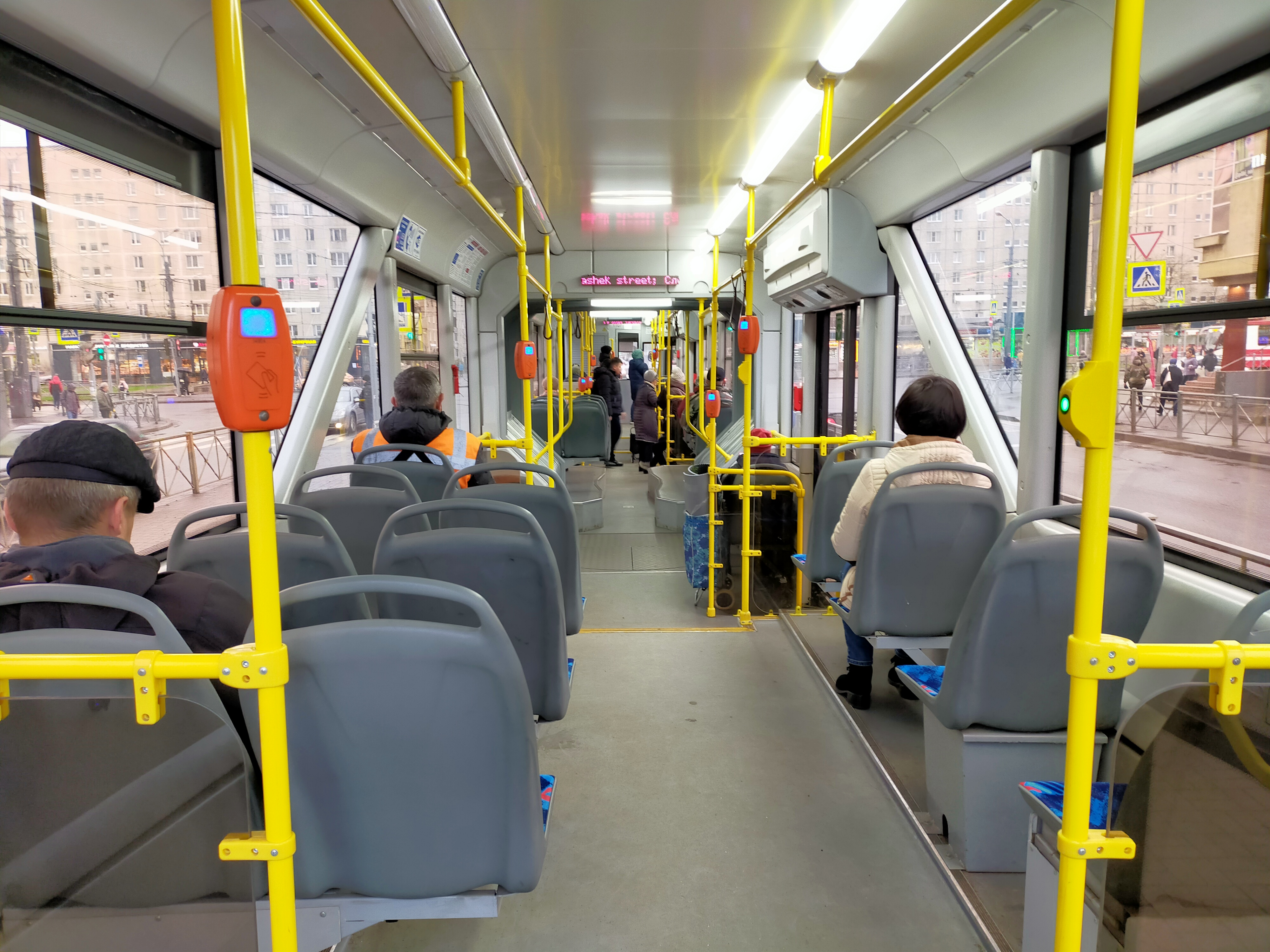
Вид внутри трамвая